# Oecomys roberti
Oecomys roberti é uma espécie de roedor da família Cricetidae. Pode ser encontrada na Bolívia, Brasil, Peru, Venezuela, Guiana, Suriname e Guiana Francesa.